# Język szangszung
Język szangszung (zhangzhung, xiangxiung) – wymarły język tybeto-birmański, używany w dawnym królestwie Szangszung położonym na zachód od Tybetu. Przetłumaczono z niego na język tybetański szereg tekstów tradycji bön. Posiadał on odrębny alfabet. W indyjskich Himalajach istnieje do dziś używany język jangshung (zhanzhung).